# エイトマンプロダクション
エイトマンは、日本の大阪府大阪市に本社を置く芸能プロダクション。

## 概要
関西を拠点に主にAV女優のマネジメントを手掛けている。「エイトマン」はプロダクション名であり、社名は「株式会社ヌーベルバーグ」。
ライターの永瀬白虎は「葵つかさとともにメジャーに昇っていったプロダクション」と印象を記述している。
2017年1月、FRIDAY掲載記事について、掲載条件に関する約束が違ったとして通知書を送り、FRIDAY側から謝罪を受けている。
週刊ポスト2021年8月27日・9月3日合併号にて事務所設立15周年を記念し、「8woman 裸天使∞態」と題したグラビアを掲載。参加メンバーは、葵つかさ、吉高寧々、美乃すずめ、鷲尾めい、七海ティナ、桃尻かなめ、天国るる、胡桃まどかの8名。撮影は写真家の西田幸樹が務めた。（2021年9月10日号、9月17日・24日合併号にもグラビアが掲載された。）また9月28日には、上記のグラビア撮影現場に密着したドキュメンタリー写真集『8woman エイトマン女優8人のいちばん長い日』を徳間書店より発売。10月26日から11月7日まで、コラボ写真展『8woman 西田幸樹 × エイトマン』を東京・渋谷ルデコにて開催した。
2022年8月、初参加となるメンバーを加えた新生8womanによるデジタル写真集『8woman Next Stage 美裸神∞契』を小学館より発売。参加メンバーは、葵つかさ、吉高寧々、美乃すずめ、鷲尾めい、桃尻かなめの5名に、初参加となるつばさ舞、五十嵐なつ、八蜜凛を加えた計8名。撮影は前回と同じく西田幸樹が担当。9月4日には撮影現場に密着したドキュメンタリー写真集『DOCUMENT 8woman エイトマン女優8人の七日間の軌跡』を徳間書店から発売。11月8日から20日まで、コラボ写真展「西田幸樹 × エイトマン 8woman Next Stage」を東京・渋谷ルデコにて開催。
2023年8月7日、ユニット「8woman」のデジタル写真集「8woman Last Dance 裸女神∞景」を小学館から発売。参加メンバーは、葵つかさ、吉高寧々、美乃すずめ、鷲尾めい、つばさ舞の5名に初参加となる凪ひかる、藤井蘭々、女神ジュンを加えた計8名。撮影は前回・前々回と同じく西田幸樹が担当。10月31日から11月12日まで、東京・渋谷 ギャラリー・ルデコにて写真展『8woman Last Dance 西田幸樹×エイトマン』を開催。『8woman』プロジェクトはこれをもって最終章となる。
Japan production guild（日本プロダクション協会）加盟プロダクション。

## 主な所属AV女優
- 葵つかさ
- 青山葵
- 我妻里帆
- 天国るる
- 八蜜凛 [15]
- 安齋らら[16]
- 五十嵐なつ
- 一色桃子
- 小野夕子[17]
- 神木麗
- 工藤ゆら
- 胡桃まどか
- 小鳩麦
- つばさ舞
- 凪ひかる
- 夏目あきら
- 七海ティナ
- 花アリス
- 遥あやね
- 藤井蘭々
- 藤かんな
- 星まりあ
- 牧村彩香
- 美乃すずめ[18]
- 女神ジュン
- 桃尻かなめ
- 森千里
- 森ななこ[19]
- 八神さおり[20]
- 安みなみ
- 吉高寧々
- 与田りん
- 鷲尾めい

## 過去に所属していたグラビアアイドル
- 山本いつか
- 宇田あんり[20]